# 6 PM
6 PM Cuenta con la participación de músicos invitados Santiago Auserón, Ugo Rodríguez y Joan Vinyals.

## Lista de canciones
1. Ámame o mátame
2. Cero
3. Yo te quiero
4. Mi debilidad
5. Comiendo hueso
6. Dulces dagas
7. Menos es más
8. Mírame
9. Dios moderno
10. En agonía
11. Sal a jugar
12. Sr. Jack

- Datos: Q18416011